# Грин, Эльмар
Эльмар Грин (настоящее имя — Александр Васильевич Якимов; 1909—1999) — русский советский писатель. Лауреат Сталинской премии первой степени (1947). Член ВКП(б) с 1943 года.

## Фамилия
Хотя во всех справочниках указана как настоящая фамилия Якимов (по отцу), по словам сына писателя, в метрической книге была записана фамилия Грин (по матери).

## Биография
Э. Грин родился 2 (15) июня 1909 года в крестьянской семье в посёлке Кивеннапа (ныне посёлок городского типа Первомайское Выборгского района Ленинградской области). Рано потерял родителей, воспитывался в приюте при Линтульском монастыре. В 1922—1929 годах странствовал по России, нанимаясь батраком на сельскохозяйственные работы, затем пять лет служил на Балтийском флоте, в 1935—1939 годах работал радистом в Ленинграде и его окрестностях. В 1926 году напечатаны его стихи. Первый рассказ Грина появился в 1937 году.
В 1941 году после начала Великой Отечественной войны стал командиром взвода связи, затем — работником фронтовой печати. Член ВКП(б) с 1943 года.
Член правления СП РСФСР (1958—1965). Член Ревизионной комиссии СП СССР (1959—1981).
Скончался 10 июля 1999 года.

## Сочинения
В произведениях Грина речь идет о местах, где прошло его детство: Эстонии, Карелии, Финляндии.
- Рассказы, 1939
- Ветер с юга, 1946 (повесть, переводилась на многие европейские языки)
- Другой путь, 1956 (роман, охватывающий полстолетия жизни Финляндии)
- Мать (авторский сборник). Илл. Г. Б. Праксейн. М. Государственное издательство художественной литературы, 1959
- В стране Ивана, 1969 (продолжение)
- Пройденные болота, 1966
- Жил-был Матти, 1981

Основная тема первых рассказов («Пиетри», «Эйно», «Возвращенная семья», «Друзья», «Темные ели», «Пройденные болота» и т. д.) — классовая борьба на эстонских хуторах. При этом Грина интересует не столько результат борьбы, сколько духовное перерождение людей.
Согласно автобиографической повести «Жил-был Матти» замысел повести «Ветер с юга» возник в июне 1944 года, при наступлении на Карельском перешейке мимо родительского дома Грина. Вспомнив соседа Матти, Грин задумался, как могла измениться его судьба после войны. В повести «Ветер с юга» батрак Эйнари осознает всю ненужность войны с Россией и ненормальность своей полной зависимости от хозяина.
Роман «Другой путь» показывает освобождение от замкнутости и пассивности бедного финского крестьянина Акселя Турханена, обошедшего в своих скитаниях всю Финляндию. Году, проведенному Акселем в Советской России, посвящён роман «В стране Ивана».
Одна из центральных тем послевоенных произведений Грина — интернационализм. В рассказе «Мать» (1957) рассказывается о спасении раненого русского юноши Вилмой Туоминен, потерявшей на войне мужа и сына.
Произведения Грина отличает нарочито неторопливое повествование. Сосредоточенность на внутренних изменениях героев тормозит развитие сюжета. Автор неоднократно обыгрывает в своих произведениях анекдоты о «финской медлительности», придавая своей творческой манере тем самым «народный» характер.
По форме произведения Грина представляют собой монологи главных героев от первого лица.
Сочинения переведены на многие европейские языки.

## Награды и премии
- Сталинская премия первой степени (1947) — за повесть «Ветер с юга» (1946)
- медали